# Hilara infuscata
Hilara infuscata är en tvåvingeart som beskrevs av Brulle 1833. Hilara infuscata ingår i släktet Hilara och familjen dansflugor. Inga underarter finns listade i Catalogue of Life.